# Puig Morena
El Puig Morena és una muntanya de 360 metres que es troba al municipi de Cabanelles, a la comarca catalana de l'Alt Empordà.